# 黄山炮台旧址
31°56′04″N 120°17′02″E / 31.93455°N 120.28376°E
黄山炮台旧址位于中国江苏省江阴市，建于1635年。是江阴要塞最重要的组成部分。
炮台参与过鸦片战争等战役。民国初年时，由土炮台改建为洋炮台，抗日时被毁，后由国民政府重建。2013年5月，黄山炮台旧址被选为第七批全国重点文物保护单位。